# David Paschoud
François-Louis-David Paschoud (* 5. März 1845 in Corsy-sur-Lutry; † 21. Oktober 1924 in Lausanne; heimatberechtigt in Forel und Lutry) war ein Schweizer Politiker (FDP).

## Biografie
David Paschoud wurde als Sohn des Georges Louis Paschoud und der Jeanne, geborene Barraud, geboren. Nach dem Besuch der Kantonalen Industrieschule in Lausanne absolvierte er ein Studium der Rechte an der Akademie Lausanne.
In der Folge leitete er nach dem Erwerb des Notariatspatents zwischen 1870 und 1885 seine eigene Notariatskanzlei in Lutry. Schliesslich war er nach seinem Rückzug aus der Politik von 1889 bis 1924 als Direktor des Crédit Foncier Vaudois angestellt.
Er war in erster Ehe mit Louise Julie, Tochter des Gabriel Benjamin Auguste Deprez, sowie in zweiter Ehe mit Ida, Tochter der Auguste Lugrin, verheiratet. Paschoud verstarb am 21. Oktober 1924 in seinem 80. Lebensjahr in Lausanne. Seine Söhne Albert und Maurice machten sich ebenfalls als freisinnige Politiker einen Namen.
Paschoud war zunächst auf kommunaler Ebene zwischen 1870 und 1880 als Gemeindeschreiber tätig, bevor er von 1880 bis 1885 das Amt des Gemeindepräsidenten von Lutry bekleidete. Dazu fungierte er zwischen 1871 und 1882 als Richter und Vizepräsident des Bezirksgerichts Lavaux. Auf kantonaler Ebene vertrat er seine Partei von 1882 bis 1885 und 1893 bis 1908 im Waadtländer Grossrat sowie als Leiter des Finanzdepartements von 1885 bis 1889 im Staatsrat. Ferner gehörte er 1884 dem Verfassungsrat an.
Nach der neuen Kantonsverfassung von 1885 leitete Paschoud die Reform der Staatsbuchhaltung, reorganisierte die Kantonsfinanzen und setzte das Gesetz zur Progressionssteuer um.